# Leonard Kleinrock
Leonard Kleinrock (Nova Iorque, 13 de junho de 1934) é um engenheiro e cientista da computação e professor de ciência da computação da Escola de Engenharia e Ciências Aplicadas da Universidade da Califórnia em Los Angeles (UCLA), que fez diversas contribuições importantes para o campo das redes de computadores, em especial para o lado teórico das redes de computadores e da teoria das filas. Ele também desempenhou um papel importante no desenvolvimento da Arpanet, a precursora da Internet, na UCLA.
Sua obra mais conhecida e importante é o seu trabalho inicial sobre a teoria das filas, que tem aplicações em vários campos, entre elas, como base matemática para a comutação de pacotes, a tecnologia básica por trás da Internet. Sua primeira contribuição para este campo foi sua tese de doutorado no Massachusetts Institute of Technology, em 1962.
Ele descreveu este trabalho como:

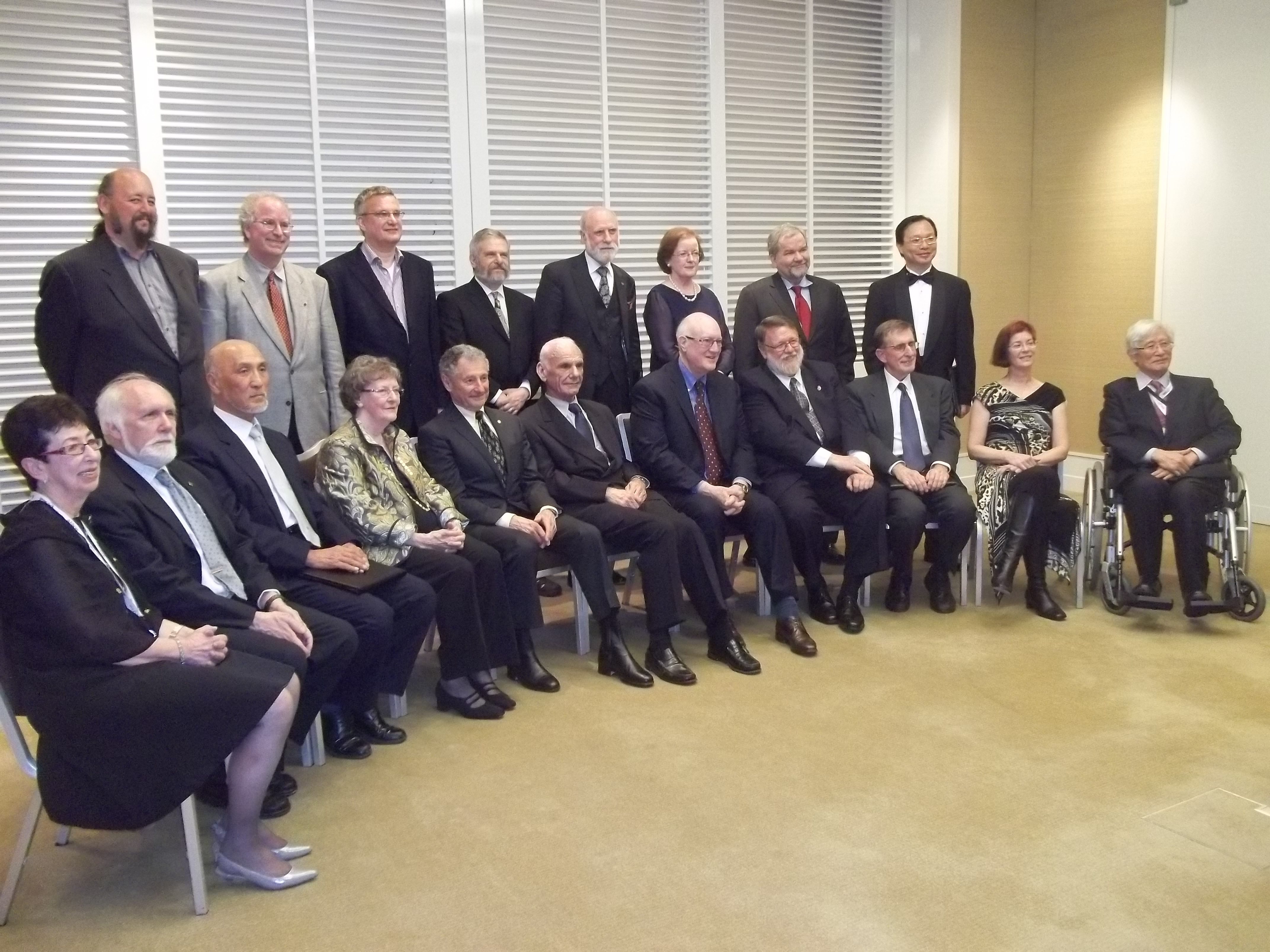
Induzidos no Internet Hall of Fame 2012, incluindo Leonard Kleinrock (sentado, quinto a partir da esquerda)

"Basicamente, o que eu fiz para minha pesquisa de doutorado em 1961-1962 foi de estabelecer uma teoria matemática de redes de pacotes ...."
Sua obra teórica sobre roteamento hierárquico, feito no final de 1970 com seu então aluno Farouk Kamoun, é fundamental para o funcionamento da Internet atualmente.